# Magyarország a 2012-es fedett pályás atlétikai világbajnokságon
Magyarország az Isztambulban megrendezett 2012-es fedett pályás atlétikai világbajnokság egyik részt vevő nemzete volt. Az ország a versenyen három sportolóval képviseltette magát.

## Eredmények

### Férfi
| Versenyző   | Versenyszám | Előfutam | Előfutam | Előfutam | Elődöntő | Elődöntő | Elődöntő | Döntő   | Döntő    |
| Versenyző   | Versenyszám | Idő      | Hely.    | Össz.    | Idő      | Hely.    | Össz.    | Idő     | Helyezés |
| ----------- | ----------- | -------- | -------- | -------- | -------- | -------- | -------- | ------- | -------- |
| Baji Balázs | 60 m gát    | 7,81     | 4.       | 11.      | 7,76     | 6.       | 12.      | kiesett | kiesett  |

| Versenyző    | Versenyszám | Selejtező | Selejtező | Döntő    | Döntő    |
| Versenyző    | Versenyszám | Eredmény  | Helyezés  | Eredmény | Helyezés |
| ------------ | ----------- | --------- | --------- | -------- | -------- |
| Kürthy Lajos | Súlylökés   | 19,62 m   | 14.       | kiesett  | kiesett  |

### Női
| Versenyző         | Versenyszám | Előfutam | Előfutam | Előfutam | Elődöntő | Elődöntő | Elődöntő | Döntő   | Döntő    |
| Versenyző         | Versenyszám | Idő      | Hely.    | Össz.    | Idő      | Hely.    | Össz.    | Idő     | Helyezés |
| ----------------- | ----------- | -------- | -------- | -------- | -------- | -------- | -------- | ------- | -------- |
| Nguyen Anasztázia | 60 m        | 7,59     | 5.       | 33.      | kiesett  | kiesett  | kiesett  | kiesett | kiesett  |